# Rundangerdorf

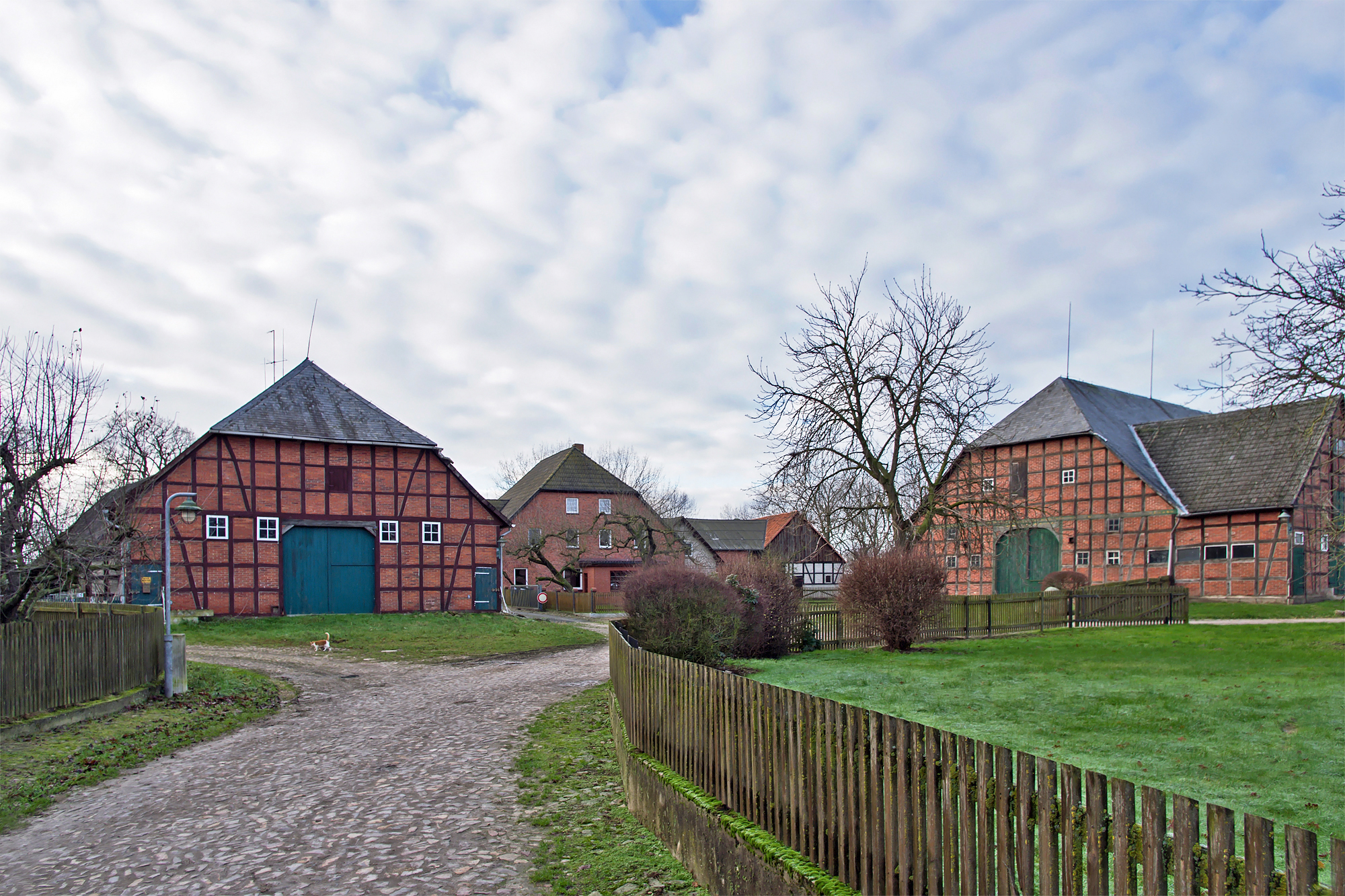
Nienwedel in der Elbtalaue bei Hitzacker

Das Rundangerdorf ist eine Siedlungsform, bei der die Bauernhäuser kreisförmig um einen inneren Platz mit Dorfteich angeordnet sind. Diese innere Ordnung setzt sich nach außen in einer sternförmigen Anlage der Hauskoppeln fort. 
Während der Rundling als typische Siedlungsform der slawischen Bevölkerung in der Zeit der Deutschen Ostsiedlung gilt, sind Rundangerdörfer keine Siedlungsform, die einer bestimmten Ethnie zugeordnet wird. Sie finden sich im gesamten Mitteleuropa. In den Niederlanden gibt es die Ringdörfer (Ringdorp, auch Kerkringdorp – Kirchenringdorf – genannt) besonders in der Provinz Zeeland, in Österreich das Rundangerdorf Sicheldorf in der Steiermark und in Rumänien
das Rundangerdorf Charlottenburg im Banat von 1771.
Eine Sonderform des Rundangerdorfes ist das Wurtendorf, das auf einem künstlich aufgeschütteten Hügel (der Warft) angelegt wurde. Beispiele dafür sind die Ortsteile Grabau und Nienwedel der Stadt Hitzacker im Landkreis Lüchow-Dannenberg.